# 삼성 갤럭시 M30
삼성 갤럭시 M30은 삼성전자에서 생산한 안드로이드 패블릿이다.  2019년 2월 27일에 공개되었다. 삼성 갤럭시 M30에는 삼성의 독점 One UI 스킨이 있는 Android 8(Oreo), 32, 64 또는 128GB의 내부 저장소 및 5000mAh Li-Po 배터리가 함께 제공된다.